# Массовые беспорядки в Кондопоге
Конфли́кт в Ко́ндопоге — беспорядки в карельском городе Кондопога в августе-сентябре 2006 года, вызванные убийством двух местных жителей группой из шести человек — выходцами из Чечни и Дагестана. Для подавления волнений был использован Петрозаводский ОМОН. Задержаны более 100 человек, участвовавших в уличных беспорядках. Карельским властям пришлось срочно эвакуировать около 60 лиц кавказских национальностей, которых временно разместили в Петрозаводске.

## Хроника конфликта
По заявлению милиции, в ночь на 30 августа в ресторане «Чайка» (Пролетарская ул., 15), принадлежащем предпринимателю Иманову, у посетителей ресторана Сергея Мозгалёва и Юрия Плиева возник конфликт с официантом Мамедовым, нелегальным иммигрантом из Азербайджана. Мозгалёв и Плиев избили его. Тогда официант убежал от преследовавших его посетителей и сообщил об этом знакомым чеченцам. Через некоторое время те приехали на помощь, вооружённые ножами, битами и металлическими прутьями.
Через полчаса после драки к ресторану подъехало две автомашины с чеченцами — «крышей» ресторана. Они были вооружены ножами, битами и прутьями стальной арматуры. Не застав обидчиков бармена, приехавшие, по сообщениям очевидцев, начали избивать и калечить всех подряд местных жителей, находившихся на улице возле ресторана. В результате двое человек погибли на месте от ножевых ранений, девять человек доставлены в больницы, из них пятеро — в реанимацию. Никто из нападавших не пострадал.
31 августа в городе начались погромы. Были, по сообщению местного сайта, сожжены несколько ларьков, принадлежащих кавказцам. 1 сентября прошли похороны двоих убитых (электромонтёра Григория Слезова и охранника Сергея Усина). По местному телевидению был показан сюжет, в котором всё произошедшее было названо «бытовой дракой». Это и всколыхнуло местное население. Произошло несколько столкновений, в результате которых пострадало 8 человек.
На сайте ДПНИ в ночь на 2 сентября была организована постоянная лента новостей, основанная на свидетельствах очевидцев из Кондопоги — ранее на сайте ДПНИ публиковались в режиме реального времени разрозненные сообщения, посвященные событиям в Кондопоге. Два представителя ДПНИ (Александр Белов и Фёдор Мотузный) вечером 1 сентября выехали для участия в сходе граждан.
На 2 сентября на 12:00 был назначен народный сход жителей Кондопоги. На главной площади города прошёл массовый митинг, участники которого потребовали от властей выселить в течение суток всех нелегальных мигрантов. Митингующих было около 2 тыс. человек. Резолюция митинга потребовала создания так называемых «народных дружин для контроля правопорядка в городе, так как милиция не справляется самостоятельно», изгнания из города мигрантов с Кавказа и из Средней Азии. Выдвигались призывы к участию «представителей народа» в пересмотре регистрации приезжих в Кондопогу. Часть митингующих — несколько сот человек — отправилась к ресторану «Чайка». Демонстранты сначала забросали заведение камнями, а затем, ворвавшись внутрь, подожгли подсобное помещение. После того, как сотрудники милиции оттеснили людей, а пожарные потушили огонь, люди начали громить коммерческие палатки. В 18 часов министром внутренних дел Карелии был введён в действие оперативный план «Вулкан-1», в г. Кондопоге развёрнут оперативный штаб МВД. В город прибыли премьер-министр Республики Карелия, министр внутренних дел Карелии, заместитель начальника УФСБ республики. Ближе к 22:00 по московскому времени, как сообщает «Интерфакс», протестующие вновь собрались у ресторана и подожгли его. Представители МВД утверждают, что среди нападавших преобладала молодёжь в возрасте от 16 до 22 лет.
3 сентября в прокуратуру Карелии явились три чеченца, принимавших участие в массовой драке. Они были задержаны в порядке ст. 91 УПК РФ 03.09.2006, а на следующий день — заключены под стражу.
Глава Карелии Сергей Катанандов возложил ответственность за события в Кондопоге на чеченцев. Он заявил 4 сентября: «Главной причиной стало то, что на наших глазах группа представителей другого народа вела себя дерзко и вызывающе, игнорируя менталитет нашего народа. Северных людей нужно долго доводить. В общем, я понимаю чувства тех людей, которые вышли на улицу. … Наша цель — выгнать отсюда наглую дерзкую молодёжь, которая нас не уважает, причём местные власти и правоохранительные органы явно закрывали глаза на многие злоупотребления, тогда как наши граждане за те же нарушения несли ответственность по полной программе. Мы не против жителей Кавказа, наоборот, наши двери всегда открыты для честных и трудолюбивых людей, но мы не позволим не уважать наши законы».
5 сентября перед зданием администрации города Кондопога снова прошёл стихийный митинг. По сообщению радиостанции «Эхо Москвы», в городе введён негласный комендантский час — ночью на улицах проверяют документы. Тех, кто не может предъявить документы, задерживают. Число арестованных по подозрению в убийстве достигло 6 человек (четыре уроженца Чечни и один дагестанец). Троих из них задержали вскоре после драки в «Чайке», ещё трое явились в прокуратуру сами после переговоров представителей местных правоохранительных органов с лидерами чеченской диаспоры Карелии. Из шестерых арестованных четверо обвиняются в убийстве, а двое — в хулиганстве. В город прибыла команда молодёжного движения «Наши» с целью организации патрулирования города.
6 сентября ситуация в Кондопоге снова обострилась. По информации РИА «Новости», неизвестные подожгли здание спортивной школы, в которой проживали несколько семей из Средней Азии. От погромов в Кондопоге бежали более 30 кавказских семей, которые размещены в бывшем пионерском лагере «Айно». Задержаны 109 человек, 25 из них предъявлены обвинения в хулиганстве. Прокуратура также начала проверку в отношении действий милиции. Утром в Карелию прибыл представитель президента Чечни Мовлади Ахматукаев, а также депутаты и сотрудники правоохранительных органов республики, передаёт ИТАР-ТАСС. Они встретились с представителями чеченской диаспоры. Всего в 35-тысячной Кондопоге сосредоточено около 600 милиционеров и военных. 6 сентября в результате оперативно-разыскных мероприятий был задержан Сергей Мозгалёв, который обвиняется в том, что он был зачинщиком ссоры в ночь с 29 на 30 августа.
8 сентября около трёхсот человек собрались на митинг в Кондопоге, вновь требуя, чтобы выходцы с Северного Кавказа, вывезенные из города, не были допущены обратно. Официальные власти препятствовали проведению митинга. В знак траура жители надели белые повязки.
9 сентября премьер-министр Чечни Рамзан Кадыров заявил, что сумеет найти правовой метод урегулировать ситуацию, если власти Карелии окажутся на это не способны.
12 сентября представители чеченской диаспоры в Кондопоге, которым были предъявлены обвинения в убийстве и групповом хулиганстве, отказались признать себя виновными и давать показания по делу.

## Расследование и суд
6 сентября 2006 года в результате проводимых оперативно-разыскных мероприятий был задержан Мозгалёв С. А., подозреваемый следствием в участии в драке в баре (Мозгалёв до этого был известен как исполнитель заказного убийства, за которое был осуждён). 14 сентября прокуратура Карелии предъявила обвинение Сергею Мозгалёву.
2 ноября, как сообщило РИА Новости, в Кондопогу вернулись чеченцы, уехавшие оттуда после массовых беспорядков.
14 ноября в телепрограмме «Вести» (телеканал «Россия») прошёл репортаж «Зачинщиков драки судят раньше убийц», в котором указывалось на сохраняющуюся напряжённость вокруг конфликта в Кондопоге.
16 ноября прокуратурой Республики Карелия было возбуждено уголовное дело по статье 282 ч.1 против координатора общественных связей ДПНИ Александра Белова.

### 2007
27 марта 2007 года суд города Кондопога признал зачинщиков драки Сергея Мозгалёва и Юрия Плиева виновными в совершении преступления, предусмотренного статьёй 116 ч 2 УК РФ (нанесение побоев). Мозгалёв приговорен к 3,5 годам лишения свободы, а Плиев — к 8 месяцам лишения свободы.
ЛДПР и Д. Рогозин призывали к освобождению подозреваемых, в том числе и Мозгалёва, из-под следствия, аргументируя это тем, что власти сами виноваты в сложившейся ситуации.
Убийство Сергея Усина и Григория Слезова в последовавшем за дракой нападении бандитов по-прежнему не раскрыто.
29 июня Плиев, отбыв срок наказания, вышел на свободу.
2 ноября в Кондопожском городском суде было закончено рассмотрение уголовного дела по обвинению двенадцати жителей Кондопоги в участии в массовых беспорядках. Приговором суда все они были признаны виновными в совершении преступления, предусмотренного ч. 2 ст. 212 УК РФ — участие в массовых беспорядках, сопровождавшихся погромами, поджогами и уничтожением имущества. Каждому из них назначено наказание в виде лишения свободы сроком три года условно. Трое из двенадцати осужденных обжаловали приговор в Верховном суде Республики Карелия. 04 февраля 2008 года судебной коллегией по уголовным делам Верховного суда Республики Карелия жалобы были рассмотрены, приговор оставлен без изменения.
Расследование и суд над убийцами и их сообщниками затянулись более чем на три года. По состоянию на декабрь 2007 года, количество задержанных по подозрению в совершении убийств уменьшилось до 1 человека. Следствие по делу других обвиняемых (Магомед Ахмадов, Асланбек Баканаев, Магомед Камилов, Герихан Магомадов, Ислам Магомадов и Саид-Магомед Эдильсултанов) было завершено в апреле 2008 года.

### 2008
22 июля 2008 года в Верховном суде Карелии было оглашено обвинительное заключение, согласно которому шесть подсудимых обвиняются в совершении хулиганских действий, умышленном причинении вреда здоровью и причинении тяжкого вреда здоровью. Ислам Магомадов обвинялся в убийстве двух человек. Все подсудимые заявили, что не признают себя виновными.
В ходе следствия в адрес свидетелей неоднократно поступали угрозы.

### 2009
11 января 2009 года судебные слушания возобновились. Адвокаты обвиняемых заявили, что к убийству могут быть причастны азербайджанцы, которые, по словам адвокатов, после событий покинули Россию. С этой версией не согласны представители обвинения. По данным прокуратуры, смертельные ножевые ранения нанёс один из подсудимых, а его сообщники избивали остальных потерпевших палками. Этой версии соответствуют показания ранее допрошенных свидетелей и самих потерпевших.
21 мая сторона обвинения закончила представление доказательств по «кондопожскому» делу.
7 июля подсудимым были назначены сразу пять новых адвокатов.
2 октября Верховный суд начал допрос обвиняемых по «кондопожскому» делу. Обвиняемые согласились отвечать только на вопросы защиты. Версия, которой они придерживаются, заключается в том, что в драке, помимо них, участвовали некие выходцы из Азербайджана, и именно они избивали потерпевших. 7 октября сторона защиты закончила представление своих доказательств, главный обвиняемый Ислам Магомадов отказался давать показания.
6 ноября официантка Виктория Мосина, которая отказывалась от явки в предыдущих заседаниях, внезапно появилась в здании суда. Со слов свидетельницы, она утаила от следствия и от суда весьма важные вещи. В частности, сама девушка видела, как один из друзей Иманова, Угар Мамедов, в разгар драки выбегал из здания ресторана с бутылкой. Сергей Мозгалев и вовсе заявил, что в ту роковую ночь у чеченца Ислама Магомадова, обвиняемого в убийстве двух жителей Кондопоги и в ранениях ещё 9-ти человек, ножа он не видел. Нож был у бармена Рамира Гусейнова, как раз тогда, когда он стоял рядом с Владимиром Усиным, убитым в ту ночь.
17 декабря начались прения сторон по уголовному делу об убийстве двух жителей Кондопоги и причинении вреда здоровью различной степени тяжести ещё девяти гражданам. Главному обвиняемому грозит 22-летнее заключение, остальных подсудимых гособвинение предлагает приговорить к лишению свободы на сроки от 6 лет 6 месяцев до 14 лет.
25 декабря адвокат Мурад Мусаев попросил суд отложить рассмотрение уголовного дела до 22 января для того, чтобы защита имела возможность представить суду ещё одного важного свидетеля. Как сообщил Мусаев, после длительных поисков ему удалось выйти на след человека, который до последнего времени именовался в «кондопожском процессе» либо как не установленное лицо, либо как «человек в джинсовом костюме», некто Магомет. Как сообщил адвокат, у него уже имеется полное представление о показаниях, которые свидетель может дать суду, и, по мнению защиты, это показания первостепенной важности, так как они «расставят все точки над и в этом деле». Как ни просил судья Александр Зайцев назвать имя нового свидетеля, защита отказалась это сделать. Тогда ходатайство было отклонено. Из-за произошедшего в судебном заседании скандала и оскорблений, высказанных адвокатами защиты в адрес переводчика Исы Абдурахманова, судебное заседание было остановлено, а затем и вовсе перенесено судьёй на 28 декабря. «Человек в джинсовом костюме», согласно версии обвиняемых — некий дагестанец, наносивший удары ножом.

### 2010
12 января 2010 года заседание в Верховном суде Карелии закончилось скандалом. Должно было прозвучать последнее выступление защитника подсудимых. Однако вместо этого адвокат Мурад Мусаев заявил суду очередное ходатайство, связанное с недовольством работой переводчика Исы Абдурахманова. Ответ судьи на ходатайство пока не последовал. В то время как переводчик, сидя лицом к подсудимым, переводил материалы дела, подсудимый Ислам Магомадов вступил с ним в пререкания. Затем, в присутствии иных участников судебного заседания, подсудимый нанес переводчику удар ладонью по лицу. Слушания были отложены.
12 января в Верховном суде Карелии были окончены прения сторон. Никто из подсудимых так и не признал себя виновными в содеянном. Из шести подсудимых право на последнее слово использовал лишь Герихан Магомадов. По его мнению, процесс имел политическую подоплёку, а на суд оказывалось давление со стороны органов власти и СМИ. По словам подсудимого, никакой драки в ресторане не было бы, если бы «потерпевшие вели себя адекватно». «Правда в том, что милиция не пресекла преступления пьяной толпы и потерпевших, действовавших организованной группой, то есть бандой», — сказал подсудимый. Магомадов просил суд вынести «хотя бы справедливый приговор». Остальные подсудимые сослались на непрофессионализм участвовавшего в процессе переводчика и поэтому говорить отказались.
Председательствующий Александр Зайцев назначил провозглашение приговора или «принятие какого-либо другого судебного решения» на 15 марта, затем оно было перенесено на 22 марта. Провозглашение было решено перенести из-за того, что сторона государственного обвинения не подготовила в полном объёме текст приговора в срок. 22 марта председательствующий Александр Зайцев не появился в зале судебных заседаний и передал через секретаря судебного заседания, что провозглашение приговора перенесено на 29 марта.
1 апреля Верховный суд Карелии, наконец, провозгласил обвинительный приговор. Подсудимые — Герихан Магомадов, Асланбек Баканаев, Магомед Камиллов, Магомед Ахмадов, Саид Эдильсултанов — признаны виновными в совершении преступлений, предусмотренных частью 3 статьи 30, пунктами «а», «ж» — «к» части 2 статьи 105, частью 3 статьи 111, пунктами «а», «г», «з» части 2 статьи 112, частью 2 статьи 115, частями 1 и 2 статьи 209, частью 2 статьи 213 Уголовного кодекса Российской Федерации (покушение на убийство двух или более лиц, совершенное группой лиц, группой лиц по предварительному сговору или организованной группой, из корыстных побуждений или по найму, а равно сопряженное с разбоем, вымогательством или бандитизмом, из хулиганских побуждений, с целью скрыть другое преступление или облегчить его совершение, а равно сопряженное с изнасилованием или насильственными действиями сексуального характера; хулиганство, совершенное группой лиц по предварительному сговору или организованной группой либо сопряженное с применением насилия в отношении представителя власти; бандитизм; умышленное причинение тяжкого вреда здоровью, совершенное группой лиц, группой лиц по предварительному сговору или организованной группой и в отношении двух или более лиц; умышленное причинение средней тяжести вреда здоровью, совершенное в отношении двух или более лиц группой лиц, группой лиц по предварительному сговору или организованной группой из хулиганских побуждений с применением оружия или предметов, используемых в качестве оружия; умышленное причинение легкого вреда здоровью, совершенное из хулиганских побуждений).
- Ислама Магомадова суд признал виновным в двойном убийстве и покушении на убийство и приговорил к 22 годам лишения свободы, определив к отбыванию исправительную колонию строгого режима.
- Баканаева осудили на 10 лет лишения свободы.
- Эдильсултанова подвергли 6 годам лишения свободы, определив к отбыванию исправительную колонию усиленного режима.
- Камиллову назначено наказание в виде лишения свободы на срок 6 лет 2 месяца, определив к отбыванию исправительную колонию усиленного режима.
- К Герихану Магомадову и Магомеду Ахмадову применена мера наказания — 3 года 10 месяцев лишения свободы за хулиганство, совершенное группой по предварительному сговору (ч. 2 ст. 213 УК России), определив к отбыванию исправительную колонию общего режима[49].

22 апреля защитники осуждённых по уголовному делу о массовой драке возле ресторана «Чайка» в Кондопоге в 2006 году направили кассационную жалобу на приговор в Судебную коллегию по уголовным делам Верховного суда Российской Федерации. Адвокаты обратились с кассационными жалобами, поскольку посчитали приговор необоснованным и несоответствующим фактам. Обвинение не стало обжаловать приговор Верховного суда Республики Карелия.
19 января 2011 года Судебная коллегия по уголовным делам Верховного суда России вынесла определение об оставлении приговора Верховного суда Республики Карелия без изменения, а жалобы без удовлетворения; приговор суда вступил в законную силу. 30 октября 2017 г. Ислам Магомадов умер в колонии № 31 Красноярского края.

## Последствия
5 октября 2006 года президент России Владимир Путин своим Указом освободил от обязанностей главу МВД Республики Карелия генерал-майора милиции Дмитрия Михайлова и начальника Управления ФСБ России по Республике Карелия полковника Алексея Дорофеева. Одновременно приказом Генерального прокурора Российской Федерации Юрия Чайки от обязанностей прокурора Республики Карелия освобождён Владимир Панасенко (в связи с достижением предельного возраста пребывания на государственной службе).
Ранее на возможные кадровые решения, связанные с событиями в Кондопоге, намекал председатель Совета Федерации Сергей Миронов, прилетевший 3 октября в Петрозаводск. Комментируя эти события, он заявил, цитата: «ФСБ проспала их, а в МВД просто продали интересы республики и жителей Кондопоги».
В то же время в других субъектах России усилились тенденции к силовому разрешению подобных межэтнических конфликтов.
Итогом широкого освещения и обсуждения данных событий стало то, что фраза «кондопога» стала нарицательной для всех межнациональных конфликтов подобного типа в России современного периода.